# Serge Espoir Matomba
Serge Espoir Matomba, né le 30 septembre 1979 à Douala est un homme politique camerounais, Premier secrétaire du Peuple uni pour la rénovation sociale (PURS). Conseiller municipal de l’arrondissement de Douala 4e depuis 2013,Elu de nouveau en 2020 comme conseiller municipal et Grand conseiller à la Mairie de la Ville de Douala. il fait partie des premiers jeunes camerounais qui sont montés sur les tribunes pour dénoncer les travers du régime actuel. C’est un entrepreneur camerounais

## Biographie
Fils de Emmanuel Didier Baboulek, agent de police et de Naomie Mondj mère au foyer, Serge Espoir Matomba est né le  30 septembre 1979 à Douala au Cameroun. Il est élevé dans des conditions modestes et reçoit une éducation chrétienne stricte fondée sur les valeurs telles l’amour du prochain, le sens du partage et de la responsabilité. Il est marié. Il est auteur de plusieurs ouvrages dont Procédures sur l'analyse et la gestion des conflits publié depuis en avril 2020.

## Parcours professionnel
Serge Espoir Matomba crée sa propre entreprise à 17 ans après un stage effectué au sein d’Okoyo, une société à responsabilité limitée. Espoir LDA voit le jour en 1996, c’est un cabinet d’études et de viabilisation de projets, d’import-export. Dans cette société, il oriente les entreprises sur leurs stratégies de développement. Après ces premières expériences, Serge Espoir Matomba prend la route de l’étranger. Il s’installe au Portugal au début des années 2000 et y crée Ton Super, une société d’intermédiation dans le secteur des hydrocarbures. Au cours de ses activités, il fait la rencontre de Daniel Proença, un des dirigeants de Galp Energie, multinationale pétrolière portugaise. Ton Super Portugal développe des affaires florissantes pendant quelques années, et en 2009, Ton Super Cameroun voit le jour. Il crée le Groupe de Media FOR YOU MEDIA AFRICA qui compte en son sein cinq médias

## Carrière politique

### Les débuts en politique
En 2008, il retourne au Cameroun, envisage mettre sur pied une ONG qui aboutit en 2010 à la création d’un parti politique dénommé Peuple uni pour la rénovation sociale où il est élu Premier Secrétaire. Il est le premier à occuper les fonctions de première personnalité du parti.

### Conseiller municipal de l’arrondissement de Douala4e
À l’issue des élections municipales et législatives du 30 septembre 2013, il est élu Conseiller municipal de l’arrondissement de Douala 4e. Dans cette commune d’arrondissement plusieurs partis politiques participent au conseil municipal à l’instar du Rassemblement Démocratique du Peuple Camerounais, du Social Democratic Front, du Peuple uni pour la rénovation sociale, une cohabitation qui laisse parfois percevoir des remous.

### Grève de la faim en juillet 2014
En juillet 2014, Serge Espoir Matomba et les cadres du PURS entament une grève de la faim, à la suite de l’augmentation du prix des hydrocarbures par le gouvernement camerounais, et l’adoption du projet de loi portant ratification des Accords de partenariat Économique. La grève sera interrompue au bout de 3 jours après qu’il leur soit notifier de  rédiger un mémorandum au Président de la République. Serge Espoir Matomba pense que la ratification des APE est une décision suicidaire du gouvernement Camerounais, parce que le tissu économique du Cameroun est encore embryonnaire. Il estime que la signature de ces accords avec un mastodonte comme l’Union Européenne freine  l’envol économique du Cameroun.

### Position au sujet de la crise anglophone au Cameroun
Depuis le début de la crise anglophone au Cameroun en septembre 2017, il a fait plusieurs propositions.

#### Dialogue inclusif
Au début de la crise socio-politique dans les régions du Nord-Ouest et du Sud-Ouest du Cameroun, Serge Espoir Matomba a appelé à la libération sans condition des prisonniers. Il a également invité le gouvernement à l’ouverture d'un dialogue. En septembre 2017, il a condamné l’escalade de la violence, la profanation du drapeau et des emblèmes de la république par les séparatistes. Pour éviter que le Cameroun ne devienne un État d’exception, il a proposé un dialogue inclusif portant sur la mauvaise gouvernance, avec des acteurs tels que les chefs traditionnels, les leaders religieux, la société civile, les acteurs politiques.

#### Force Tampon
À la suite des tensions observées le 1er octobre 2017 dans le Nord-Ouest et le Sud-Ouest du Cameroun, il a proposé la mise sur pied d’une force tampon, constituée d’hommes politiques et acteurs de la société civile. Cette force tampon est présentée comme un organe de médiation entre l’État et les leaders de la contestation anglophone.

### Appel à la démission de Paul Biya
Avant la crise anglophone au Cameroun, Serge Espoir Matomba avait déjà appelé à la démission du président camerounais. De la lutte contre Boko Haram, aux Accords de partenariat économique, tout est prétexte pour clamer la démission de Paul Biya. Après l’enlisement de la crise anglophone au Cameroun, il a une fois de plus demandé au Chef de l’État camerounais de quitter le pouvoir.

## Candidat à l’élection présidentielle de 2018
Lors du deuxième congrès du PURS achevé le 10 juin 2017, Serge Espoir Matomba a été investi par son parti pour être candidat à l'élection présidentielle  camerounaise  de 2018. Il fait partie des 9 candidats à l'élection présidentielle du octobre 2018  qui ont recours aux réseaux sociaux pour battre campagne au-delà des meetings qu'il tient sur le terrain.

## Candidat à l’élection présidentielle de 2025
Serge Espoir Matomba est candidat à l'élection présidentielle de 2025, est prône la sortie du Cameroun de la monnaie commune le "Franc CFA".

## Distinction
2013 : Meilleur jeune leader politique et étoile montante du management.
2019: palme d’or de l’Homme Politique de l’année 2018
2021: meilleur homme politique 2020,
2021: prix du dynamisme politique 2020
2023: prix Meilleur homme politique 2022
2023: prix de l'excellence Africain du Mérite Patriotique 